# Потапов Віктор Якович
Потапов Віктор Якович (29 березня 1947 — 10 грудня 2017) — радянський яхтсмен.
Бронзовий призер Олімпійських Ігор 1972 року в класі Фінн, учасник 1976, 1980 років.